# Otbert (Wunderheiler)

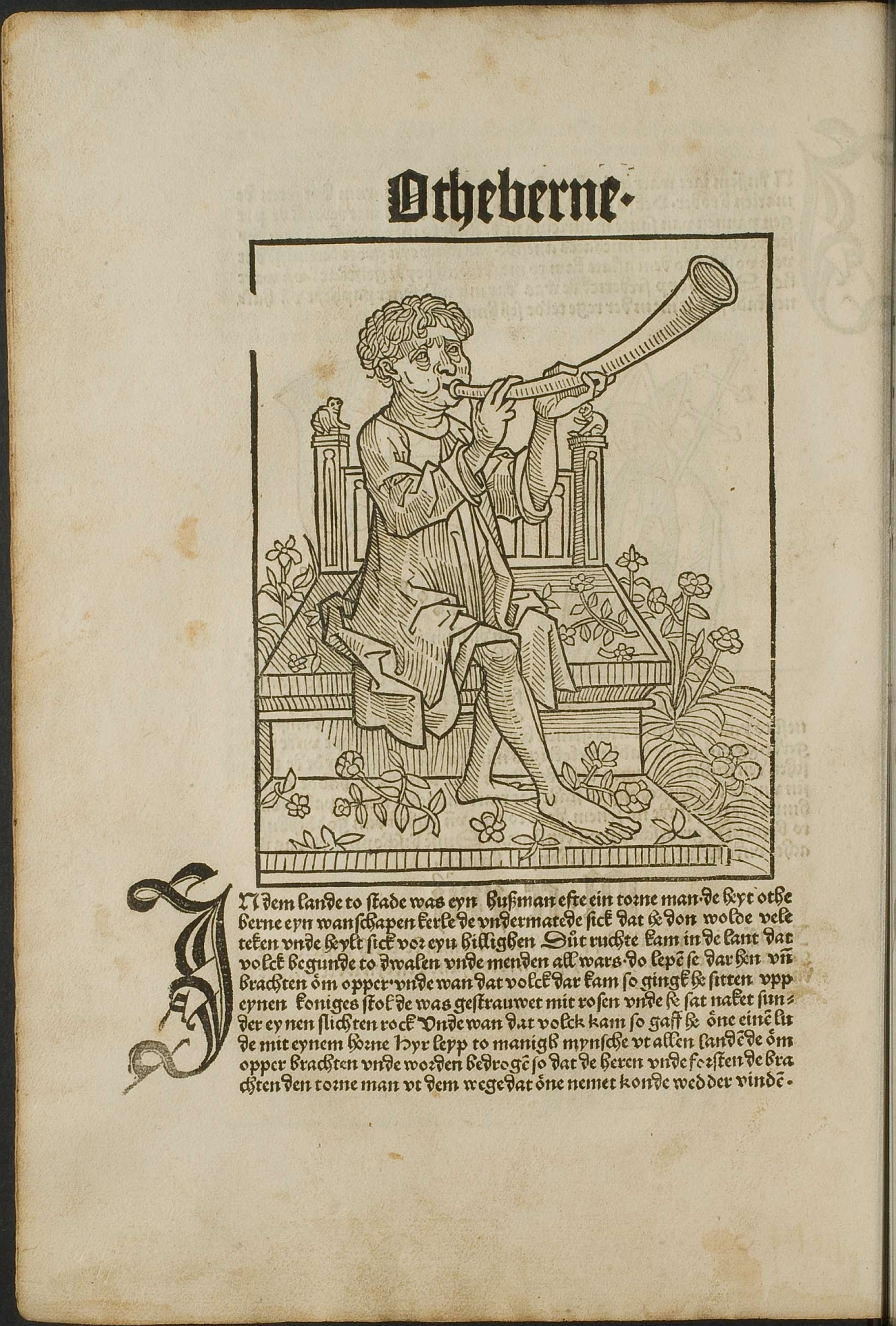
Der Wunderheiler Otbert. Holzschnitt aus der Sachsenchronik von 1492.

Otbert (wirksam um 1218) war ein deutscher Wunderheiler des 13. Jahrhunderts.

## Leben
Otbert, nach der Chronik des Reimar Kock auch Otbrecht war ein Bauer in Bockel bei Bremervörde-Bevern. Er besprach der Überlieferung zufolge Krankheiten, ließ baden und prophezeite. Er war bei der ländlichen Bevölkerung des Elbe-Weser-Dreiecks durchweg akzeptiert und erhielt von dieser erhebliche Spenden, die er mit dem pfalzgräflichen Vogt auf der Burg Bremervörde Heinrich von Ochtenhausen als seinem Schutzherrn teilte. Vor Auseinandersetzungen, in deren Verlauf der Erzbischof von Bremen Gerhard II. 1219 die Burg Bremervörde einnahm, um in den Besitz der Grafschaft Stade zu gelangen, flüchtete Otbert sich nach Lübeck. Von dort verliert sich seine Spur. Möglicherweise reiste er von Lübeck weiter nach Riga.
Mehrfach, obwohl nicht unwidersprochen, wurde der Schatzfund von Bokel, der 1929 unweit der mit Otbert in Verbindung gebrachten Hofstelle Bokel oder Bockel gehoben wurde, als auf der Flucht zurückgelassenes Vermögen des Wunderheilers identifiziert.
Die Geschichten um Otbert ziehen sich durch die gesamte norddeutsche Chronistik von Albert von Stade über die Sachsenchronik zu Detmar und Reimar Kock. Peter von Kobbe ergänzt die Überlieferung in seiner Geschichte und Landesbeschreibung der Herzogthümer Bremen und Verden.
Otbert wird in keinem Heiligenverzeichnis geführt. Er schaffte es aber in das 1492 von Steffen Arndes gedruckte mittelniederdeutsche Lübecker Passional und wird so auch von Reimar Kock als geachteter Heiliger dargestellt.